# Bel Air Aviation
Bel Air Aviation A/S er et dansk ejet helikopterselskab med hovedbase på Esbjerg Lufthavn. Bel Air Aviation er i 2021 det eneste danskejede offshore helikopterselskab.
Bel Air opererer offshore primært i Nordsøen. Bel Air opererer med tre AgustaWestland AW139 helikoptere, med plads til 2 piloter og 12 passagerer og 2 AW189 helikoptere med 2 piloter og plads til 16 passagerer og tilbyder især helikoptertransport af mandskab og udstyr til olie og gas platforme samt offshore vindmøller og skibe.  
Bel Air er godkendt som AgustaWestland Service Center for Nordeuropa.  
Selskabet ejes af Susanne Hessellund.
Motto: "Hvor der er vilje er der vej" - Safety motto: "The best gift you can give your family is to STAY SAFE"

## Historie
Bel Air blev grundlagt i 1994 hvor selskabet opererede med en Schweizer 300C og en Bell 206B. Susanne Hessellund tilbød helikopter servicer til 1997, Da hun blev ansat af Maersk Helicopters senere CHC Helicopter. Ved siden af hendes offshorepilot job i Mærsk arbejdede Susanne Hessellund også i sit eget firma Bel Air med en en-motors helikopter. I 2002 blev Susanne Hessellund primus motor og medejer af DanCopter, et dansk offshore helikopter firma, hvor hun var direktør og pilot indtil 2007. I 2007 solgte Susanne Hessellund sin andel af DanCopter og brugte nu igen al sin tid i Bel Air. 
Siden 2007 har Bel Air udvidet sine aktiviteter. I 2008 opnåede Bel Air godkendelse (EASA part 145) til at udføre vedligehold og check på AgustaWestland helikoptere. I foråret 2009 modtog Bel Air deres første AgustaWestland AW139 helikopter og udvidede dermed til offshore sektoren. I 2010 fik Bel Air kontrakt med Mærsk Olie og gas og Allseas fra Finland. Bel Air modtog deres tredje AgustaWestland AW139 i 2011. i 2012 valgte Bel Airs bestyrelse at fokusere på to-motorede helikoptere og outsource de en-motorede helikoptere til BackBone Aviation. I 2013 påbegyndte Bel Air pr. 4 oktober byggeriet af et nyt domicil i Esbjerg Lufthavn. Domicilet kunne tages i brug i foråret 2014. 1. maj 2014 fejrede Bel Air 20 års jubilæum. I efteråret 2014 modtog Bel Air, blandt de første, to AgustaWestland AW189 helikoptere. Efter grundige tests og træning i samarbejde med eksperter fra AgustaWestland kunne Bel Air fejre deres første flyvning i november 2014. Seks måneder senere, i maj 2015, blev Bel Air bliver fleet leader på verdensplan efter at have overgået forventede antal flyvetimer med AW189.  
Historien i punkter
- 1994: Bel Air starter med helikopterflyvning.
- 1998: Hangar og heliport bygges - Holsted heliport indvies.
- 2002: Offshoreselskab (DanCopter) stiftes med Susanne som direktør og primusmotor.
- 2007: Susanne forlader DanCopter og Bel Air sælger aktierne i selskabet. Bel Air bygger ny administration, udbygger hangar i Holsted.
- 2008: Bel Air opnår EASA Part 145 (vedligehold) godkendelse, opnår luftdygtighedseftersynsbevis.
- 2009: Offshore operationer påbegyndes med ny Bel Air-ejet AW139 helikopter
- 2010: Offshore shuttlekontrakt i 2,5 år for Maersk Olie og Gas starter i dansk sektor. Skibsoperationer for Allseas ud af Finland udføres med anden AW139 helikopter.
- 2011: Bel Air tager levering af tredje AW139, og udfører operationer i dansk sektor for PA Resources i 6 måneder. Hertil også ad-hoc-flyvninger.
- 2012: Bel Air's ledelse og bestyrelse vælger at fokusere på to-motorede helikoptere og sælger de en-motorede helikoptere til BackBone Aviation.
- 2013: Bel Air begyndte den 4. oktober byggeriet af et nyt domicil med tilhørende hangar på Esbjerg Lufthavn.
- 2014: Bel Air modtager to AgustaWestland AW189.
- 2015: Bel Air er nu fleet leader på verdensplan efter at fløjet flest timer med AW189.
- 2017: Bel Air opretter Line station i Den Helder Airport i Holland
- 2018: Bel Air indgår teaming agreement med helikoptergiganten ERA.
- 2019: Bel Air passerer 75.000 sikre landinger og udvider operationerne med flyvninger til offshore installationer i Sortehavet.
- 2020: Bel Air tilbyder Medevac flyvninger så offshore medarbejdere med symptomer på  Covid-19 kan blive fløjet hjem under sikre forhold.

## Flåde
Bel Air opererer med:
- 1 - AgustaWestland AW139
- 2 - AgustaWestland AW139
- 3 - AgustaWestland AW139
- 4 - AgustaWestland AW189
- 5 - AgustaWestland AW189